# Comté de Pierce (Washington)
Pour les articles homonymes, voir Pierce et Comté de Pierce.
Le comté de Pierce (anglais: Pierce County) est un comté de l'État américain de Washington. Son siège est Tacoma, la troisième plus grande ville de l'État. Selon le recensement de 2010, sa population est de 795 225 habitants.

## Géolocalisation
| Comté de Mason Comté de Kitsap | Comté de King   |                 |
|                                | Comté de Pierce | Comté de Yakima |
| Comté de Thurston              | Comté de Lewis  |                 |

## Lieux protégés
- Parc national du mont Rainier, s'étendant aussi sur le comté de Lewis.
- District historique de White River Entrance.
- Sunrise Comfort Station (S-310) et Tahoma Vista Comfort Station
- Forêt nationale du mont Baker-Snoqualmie.